# كوينابريل
كوينابريل ويُباع أيضًا تحت الاسم التجاري اكوبريل وغيره، هو دواء يستخدم لعلاج ارتفاع ضغط الدم ووفشل القلب واعتلال الكلى السكري.  وهو علاج أولي جيد لارتفاع ضغط الدم. يؤخذ هذا الدواء عن طريق الفم.
تشمل الآثار الجانبية الشائعة الصداع والدوار والشعور بالتعب والسعال. قد تشمل الآثار الجانبية الخطيرة مشاكل في الكبد، وانخفاض ضغط الدم، والوذمة الوعائية، والقصور الكلوي، وفرط بوتاسيوم الدم. لا ينصح باستخدامه أثناء الحمل والرضاعة الطبيعية.  وهو مثبط للإنزيم المحول للأنجيوتنسين ويعمل عن طريق تقليل نشاط نظام الرينين-أنجيوتنسين-الألدوستيرون. 
حصل دواء كوينابريل على براءة اختراع في عام 1980 ودخل حيز الاستخدام الطبي في عام 1989. وهو متوفرة كدواء عام. يكلف العرض الشهري في المملكة المتحدة هيئة الخدمات الصحية الوطنية حوالي 4 جنيهات إسترلينية اعتبارًا من عام 2019. تبلغ تكلفة الجملة لهذا المبلغ حوالي 3.50 دولار أمريكي. في عام 2017، كان الدواء رقم 269 الأكثر شيوعًا في الولايات المتحدة، مع أكثر من مليون وصفة طبية.

## الاستخدامات الطبية
يوصى باستِعمالِ الكينابريل لعلاج ارتفاع ضغط الدم وكعلاج مساعد في إدارة قصور القلب. يمكن استخدامه لعلاج ارتفاع ضغط الدم يمفرده أو مُركَّب مع مدرات البول الثيازيد، ومع مدرات البول والديجوكسين لفشل القلب.

## موانع
- الحمل
- ضعف وظائف الكلى والكبد.
- المرضى الذين لديهم تاريخ من الوذمة الوعائية المرتبطة بعلاج سابق بمثبطات الإنزيم المحول للأنجيوتنسين.
- فرط الحساسية للكينابريل.

## الآثار الجانبية
تشمل الآثار الجانبية للكينابريل الدوخة والسعال والقيء واضطراب المعدة والوذمة الوعائية والتعب .

## آلية العمل
كوينابريل يثبط الإنزيم المحول للأنجيوتنسين، وهو إنزيم يحفز تكوين أنجيوتنسين II من سلائِفه، أنجيوتنسين I. أنجيوتنسين II هو مُضيِّق قوي للأوعية ويزيد من ضغط الدم من خلال مجموعة متنوعة من الآليات. بسبب انخفاض إنتاج الأنجيوتنسين، تنخفض أيضًا تركيزات الألدوستيرون في البلازما، مما يؤدي إلى زيادة إفراز الصوديوم في البول وزيادة تركيزات البوتاسيوم في الدم.

## وصلات خارجية
- الأسئلة الشائعة عن كوينابريل